# Achada Lém
Achada Lém es una localidad caboverdiana del municipio de Santa Catarina.

## Geografía
La localidad está situada en la isla de Santiago.

## Organización territorial
La localidad abarca los lugares y barrios de:
- Alto João Do
- Chã de Vaca
- Chiqueirinho
- Curral Velho
- Jagau
- Lage
- Lém Dias
- Lém dos Reis
- Lém Fortes
- Lém Martins
- Lém Monteiro
- Lém Pereira
- Lém Silva
- Lém Tavares
- Portal de Furna
- Quintal Varela
- Santos Carvalho
- Tabanca
- Vila Nova
- Volta do Monte